# Władysław Hammer
 Władysław Hammer  (ur. 22 maja 1944 w Koziarni, zm. 28 listopada 2013) – pułkownik Wojska Polskiego; dowódca 15 Sieradzkiej Brygady Wsparcia Dowodzenia (1986–1994).

## Wykształcenie[1]
- 1962 – Liceum Ogólnokształcące im. Stefana Batorego w Leżajsku;
- 1965 – Oficerska Szkoła Łączności w Zegrzu;
- 1978 – Wojskowa Akademia Łączności w St. Petersburg;
- 1981 – kurs dowódców pułków;
- 1991 – Podyplomowe studium Operacyjno-Strategiczne,
- 1996 – kurs szefów WSzW.

## Kariera zawodowa[1]
- 1962-1965 – Oficerska Szkoła Łączności – podchorąży;
- 1965-1974 – 34 pułk desantowy – dowódca plutonu, szef łączności;
- 1974-1975 – 7 Dywizja Desantowa – dowódca kompanii łączności;
- 1975-1978 – Wojskowa Akademia Łączności – słuchacz
- 1978-1982 – 4 Łużycki pułk łączności (przemianowany z 7 pułku łączności) w Bydgoszczy – starszy oficer operacyjny, szef sztabu;
- 1982–1985 – 12 pułk radioliniowo-kablowy – dowódca;
- 1985–1986 – Pomorski Okręg Wojskowy – zastępca szefa wojsk łączności;
- 1986–1994 – 15 Brygada Wsparcia Dowodzenia – dowódca;
- 1994-2002 – Wojewódzki Sztab Wojskowy w Poznaniu – szef WSzW;
- 2005   – PKW w Irak – starszy specjalista ds. infrastruktury w IV zmianie (kontrakt)

## Awanse[1]
- podporucznik – 1965
- porucznik – 1968
- kapitan – 1972
- major – 1977
- podpułkownik – 1981
- pułkownik – 1985

## Ordery, odznaczenia i wyróżnienia[1]
- Krzyż Oficerski Orderu Odrodzenia Polski
- Krzyż Kawalerski Orderu Odrodzenia Polski
- Złoty Krzyż Zasługi
- Srebrny Krzyż Zasługi
- Złoty Medal Siły Zbrojne w Służbie Ojczyzny
- Złoty Medal za Zasługi dla Obronności Kraju